# Argyrargenta giacomellii
Argyrargenta giacomellii är en fjärilsart som beskrevs av Emilio Berio 1939. Argyrargenta giacomellii ingår i släktet Argyrargenta och familjen nattflyn. Inga underarter finns listade i Catalogue of Life.